# Passiflora crispolanata
Passiflora crispolanata L. Uribe – gatunek rośliny z rodziny męczennicowatych (Passifloraceae Juss. ex Kunth in Humb.). Występuje endemicznie w Kolumbii.

## Morfologia
PokrójZdrewniałe, trwałe, owłosione liany.
LiścieProste lub klapowane, skórzaste. Mają 5–9 cm długości oraz 1,8–4,1 cm szerokości. Ząbkowane, z tępym lub ostrym wierzchołkiem. Ogonek liściowy jest owłosiony i ma długość 7–17 mm. Przylistki są liniowo lancetowate, mają 7–16 mm długości.
KwiatyPojedyncze. Działki kielicha są podłużnie owalne, różowe, mają 2,3–3 cm długości. Płatki są podłużne, różowe, mają 2–3 cm długości. Przykoronek ułożony jest w jednym rzędzie, fioletowy, ma 1 mm długości.
OwoceSą prawie jajowatego kształtu. Mają 5–7,5 cm długości i 3–4 cm średnicy.

## Biologia i ekologia
Występuje w lasach na wysokości 2600–3100 m n.p.m.